# Dohrer Straße 477 (Mönchengladbach)

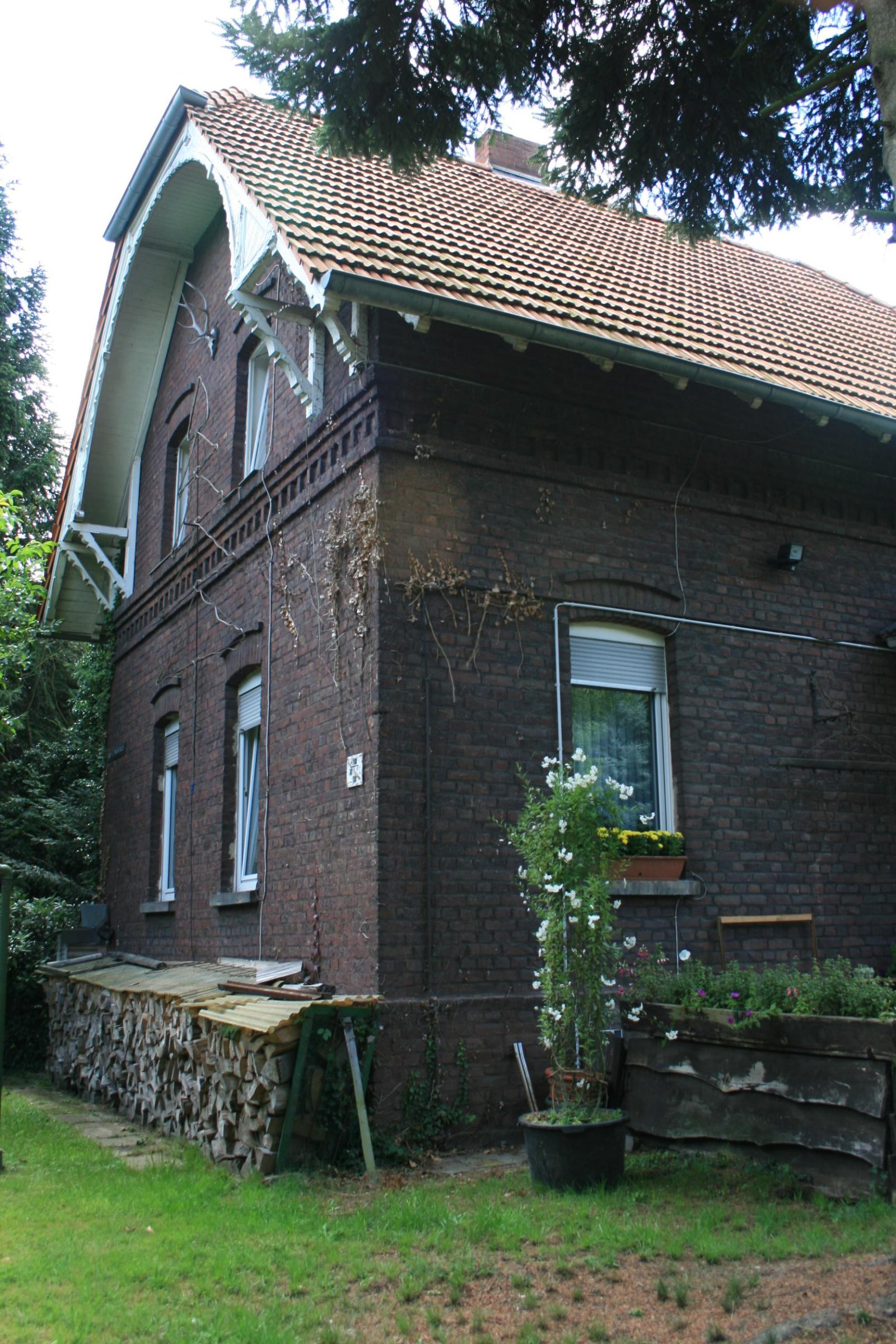
Wohnhaus (2010)

Das Wohnhaus Dohrer Straße 477 steht im Stadtteil Rheydt in Mönchengladbach (Nordrhein-Westfalen).
Das Haus wurde 1908 erbaut. Es ist unter Nr. D 011 am 3. November 1993 in die Denkmalliste der Stadt Mönchengladbach eingetragen worden.

## Architektur
Das Wohnhaus aus dem Jahre 1908 ist ein zweigeschossiger Backsteinbau von zwei Achsen mit einem in Holzkonstruktion ausgebildeten Schwebegiebel und einem tief herabgezogenen Satteldach mit Fußwalm.